# Premis Oscar de 1992
Els Premis Oscar de 1992 (en anglès: 65th Academy Awards) foren presentats el dia 29 de març de 1993 en una cerimònia realitzada al Dorothy Chandler Pavilion de Los Angeles.
Billy Crystal actuà de presentador per quart cop consecutiu.

## Curiositats
Les pel·lícules més nominades de la nit foren Retorn a Howards End de James Ivory i Sense perdó de Clint Eastwood i, que aconseguiren 9 nominacions. La pel·lícula d'Eastwood fou la guanyadora de nit amb quatre premis, entre ells millor pel·lícula, director i actor secundari. Per la seva part el film d'Ivory s'endugué tres premis, entre ells millor actriu.
Eastwood es convertí en la setena persona en ser nominat com a actor principal i director, i Al Pacino en el sisè intèpret en rebre nominacions com a actor principal i secundari.
El músic Alan Menken, amb la seva victòria en la categoria de millor música per Aladdin, es convertí en el segon compositor en guanyar l'Oscar de forma consecutiva en la categoria de millor música original.

## Premis
A continuació es mostren les pel·lícules que varen guanyar i que estigueren nominades a l'Oscar l'any 1992:
| Millor pel·lícula | Millor direcció |
| --- | --- |
| - Sense perdó (Clint Eastwood per a Malpaso Productions) - Alguns homes bons (Rob Reiner i Andrew Scheinman per a Castle Rock Entertainment) - Joc de llàgrimes (Stephen Woolley per a Channel Four Films) - Retorn a Howards End (Ismail Merchant per a Merchant Ivory Productions) - Scent of a Woman (Martin Brest per a City Light Films) | - Clint Eastwood per Sense perdó - Robert Altman per El joc de Hollywood - Neil Jordan per Joc de llàgrimes - James Ivory per Retorn a Howards End - Martin Brest per Scent of a Woman |
| Millor actor | Millor actriu |
| - Al Pacino per Scent of a Woman com a tinent coronel Frank Slade - Robert Downey, Jr. per Chaplin com a Charles Chaplin - Clint Eastwood per Sense perdó com a William "Will" Munny - Stephen Rea per Joc de llàgrimes com a Fergus - Denzel Washington per Malcolm X com a Malcolm X                                                        | - Emma Thompson per Retorn a Howards End as Margaret Schlegel - Catherine Deneuve per Indoxina com a Éliane Devries - Mary McDonnell per Passion Fish com a May-Alice Culhane - Michelle Pfeiffer per Per sobre de tot com a Lurene Hallett - Susan Sarandon per L'oli de la vida com a Michaela Odone |
| Millor actor secundari | Millor actriu secundària |
| - Gene Hackman per Sense perdó com a Little Bill Daggett - Jaye Davidson per Joc de llàgrimes com a Dil - Jack Nicholson per Alguns homes bons com a Coronel Nathan R. Jessep - Al Pacino per Èxit a qualsevol preu com a Ricky Roma - David Paymer per El rei del dissabte a la nit com a Stan Young                                         | - Marisa Tomei per My Cousin Vinny com a Mona Lisa Vito - Judy Davis per Marits i mullers com a Sally Wainwright - Joan Plowright per Un abril màgic com a Mrs. Fisher - Vanessa Redgrave per Retorn a Howards End com a Ruth Wilcox - Miranda Richardson per Damage com a Ingrid Fleming |
| Millor guió original | Millor guió adaptat |
| - Neil Jordan per Joc de llàgrimes - Woody Allen per Marits i mullers - George Miller i Nick Enright per L'oli de la vida - John Sayles per Passion Fish - David Peoples per Sense perdó | - Ruth Prawer Jhabvala per Retorn a Howards End (sobre hist. d'E.M. Forster) - Peter Barnes per Un abril màgic (sobre hist. d'Elizabeth von Arnim) - Michael Tolkin per El joc de Hollywood (sobre hist. pròpia) & - Richard Friedenberg per El riu de la vida (sobre hist. de Norman Maclean) - Bo Goldman per Scent of a Woman (sobre hist. de Giovanni Arpino i guió de Ruggero Maccari i Dino Risi)                                    |
| Millor pel·lícula de parla no anglesa | |
| - Indoxina de Régis Wargnier (França) - Daens de Stijn Coninx (Bèlgica) - Schtonk! de Helmut Dietl (Alemanya) - Urga de Nikita Mikhalkov (Rússia) - Un lugar en el mundo d'Adolfo Aristarain (Argentina/Uruguai) | |
| Millor banda sonora | Millor cançó original |
| - Alan Menken per Aladdin - John Barry per Chaplin - Jerry Goldsmith per Instint bàsic - Richard Robbins per Retorn a Howards End - Mark Isham per El riu de la vida | - Alan Menken (música); Tim Rice (lletra) per Aladdin ("A Whole New World") - Alan Menken (música); Howard Ashman (lletra) per Aladdin ("Friend Like Me") - David Foster (música); Linda Thompson (lletra) per El guardaespatlles ("I Have Nothing") - Jud Friedman (música); Allan Rich (lletra) per El guardaespatlles ("Run to You") - Robert Kraft (música); Arne Glimcher (lletra) per The Mambo Kings ("Beautiful Maria of My Soul") |
| Millor fotografia | Millor maquillatge |
| - Philippe Rousselot per El riu de la vida - Robert Fraisse per L'Amant - Stephen H. Burum per Hoffa - Tony Pierce-Roberts per Retorn a Howards End - Jack N. Green per Sense perdó | - Greg Cannom, Michèle Burke i Matthew W. Mungle per Dràcula de Bram Stoker - Ve Neill, Ronnie Specter i Stan Winston per Batman Returns - Ve Neill, Greg Cannom i John Blake per Hoffa |
| Millor direcció artística | Millor vestuari |
| - Ian Whittaker; Luciana Arrighi per Retorn a Howards End - Thomas E. Sanders; Garrett Lewis per Dràcula de Bram Stoker - Stuart Craig; Chris Butler per Chaplin - Henry Bumstead; Janice Blackie-Goodine per Sense perdó - Ferdinando Scarfiotti; Linda DeScenna per Toys                                                                    | - Eiko Ishioka per Dràcula de Bram Stoker - Sheena Napier per Un abril màgic - Ruth E. Carter per Malcolm X - Jenny Beavan i John Bright per Retorn a Howards End - Albert Wolsky per Toys |
| Millor muntatge | Millor so |
| - Joel Cox per Sense perdó - Robert Leighton per Alguns homes bons - Frank J. Urioste per Instint bàsic - Geraldine Peroni per El joc de Hollywood - Kant Pan per Joc de llàgrimes | - Chris Jenkins, Doug Hemphill, Mark Smith i Simon Kaye per L'últim dels mohicans - Terry Porter, Mel Metcalfe, David J. Hudson i Doc Kane per Aladdin - Kevin O'Connell, Rick Kline i Robert Eber per Alguns homes bons - Donald O. Mitchell, Frank A. Montaño, Rick Hart i Scott D. Smith per Under Siege - Les Fresholtz, Vern Poore, Dick Alexander i Rob Young per Sense perdó                                                        |
| Millors efectes visuals | Millors efectes sonors |
| - Ken Ralston, Doug Chiang, Douglas Smythe i Tom Woodruff Jr. per Death Becomes Her - Richard Edlund, Alec Gillis, Tom Woodruff, Jr. i George Gibbs per Alien 3 - Michael L. Fink, Craig Barron, John Bruno i Dennis Skotak per Batman Returns                                                                                                | - David E. Stone i Tom C. McCarthy per Dràcula de Bram Stoker - Mark A. Mangini per Aladdin - John Leveque i Bruce Stambler per Under Siege |
| Millor documental | Millor curtmetratge documental |
| - The Panama Deception de Barbara Trent i David Kasper - Changing Our Minds: The Story of Dr. Evelyn Hooker de David Haugland - Fires of Kuwait de Sally Dundas - Liberators: Fighting on Two Fronts in World War II de William Miles i Nina Rosenblum - Music for the Movies: Bernard Herrmann de Margaret Smilow i Roma Baran               | - Educating Peter de Thomas C. Goodwin i Gerardine Wurzburg - At the Edge of Conquest: The Journey of Chief Wai-Wai de Geoffrey O’Connor - Beyond Imagining: Margaret Anderson and the "Little Review" de Wendy Weinberg - The Colours of My Father: A Portrait of Sam Borenstein de Richard Elson i Sally Bochner - When Abortion Was Illegal: Untold Stories de Dorothy Fadiman                                                          |
| Millor curtmetratge | Millor curtmetratge d'animació |
| - Omnibus de Sam Karmann - Contact de Jonathan Darby i Jana Sue Memel - Cruise Control de Matt Palmieri - The Lady in Waiting de Christian M. Taylor - Swan Song de Kenneth Branagh | - Mona Lisa Descending a Staircase de Joan C. Gratz - Adam de Peter Lord - Reci, reci, reci de Michaela Pavlátová - The Sandman de Paul Berry - Screen Play de Barry Purves |

## Premi Honorífic

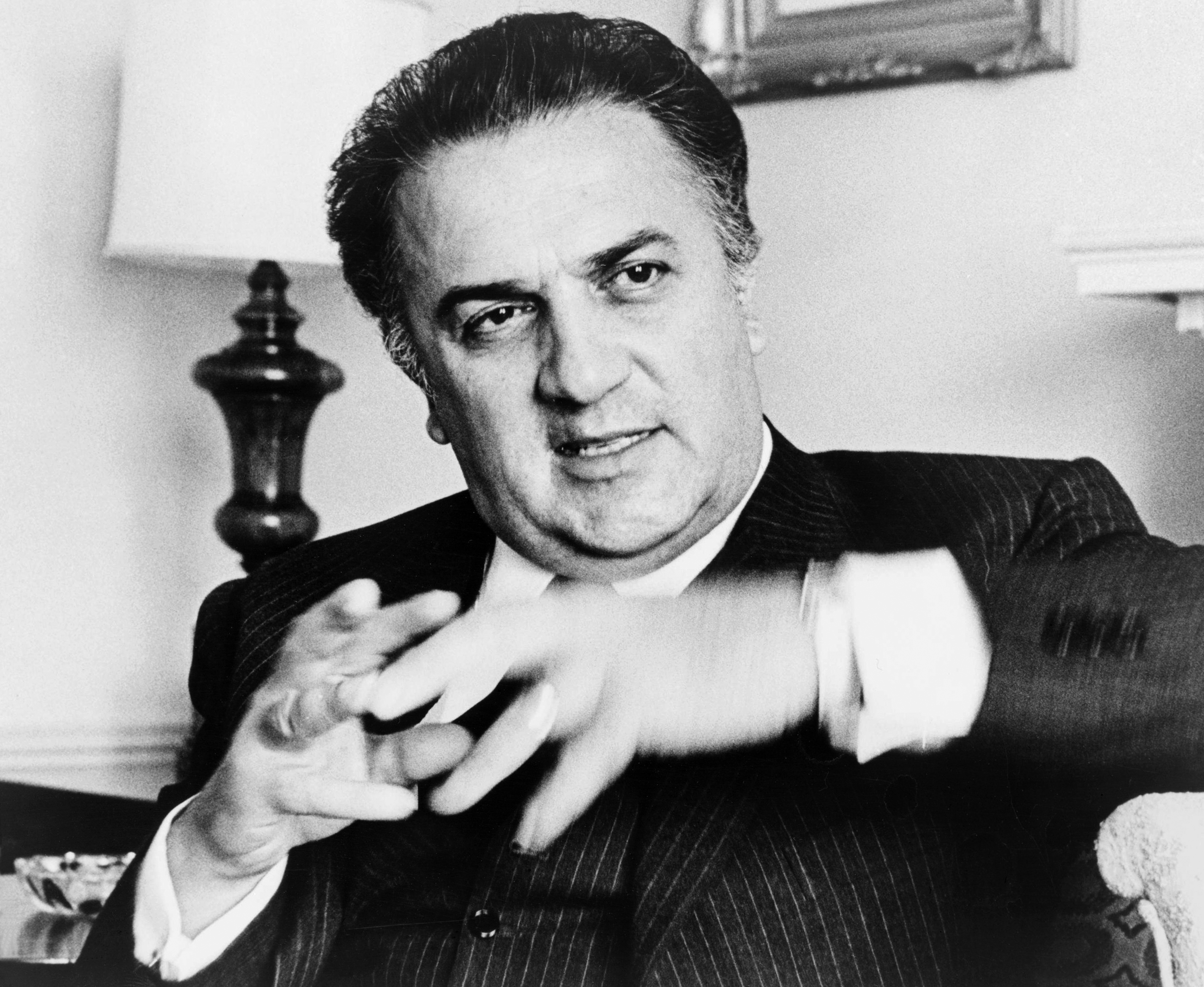
Fererico Fellini

- Federico Fellini - en reconeixement dels seus èxits cinematogràfics que han emocionat i entretingut audiències a escala mundial. [estatueta]

## Premi Humanitari Jean Hersholt
- Elizabeth Taylor
- Audrey Hepburn[5]

## Premi Gordon E. Sawyer
- Erich Kaestner

## Presentadors
| Nom                               |                                                                             |
| --------------------------------- | --------------------------------------------------------------------------- |
| Randy Thomas                      | Anunciador dels premis                                                      |
| Robert Rehme (president AMPAS)    | Obertura i benvinguda                                                       |
| Geena Davis                       | Presentadora segment "Les dones al cinema"                                  |
| Jack Palance                      | Millor actriu secundària                                                    |
| Anjelica Huston                   | Presentadora del segment Sense perdó, nominada a millor pel·lícula          |
| Tim Robbins Susan Sarandon        | Millor muntatge                                                             |
| Mercedes Ruehl                    | Millor actor secundari                                                      |
| Joe Pesci Marisa Tomei            | Millor maquillatge                                                          |
| Gregory Peck                      | Premi Humanitari a Audrey Hepburn                                           |
| Sarah Jessica Parker David Paymer | Millor curtmetratge                                                         |
| Blancaneus                        | Millor curtmetratge d'animació                                              |
| Kathy Bates                       | Presentadora del segment Alguns homes bons, nominada a millor pel·lícula    |
| Jack Valenti                      | Introductor a Glenn Close                                                   |
| Glenn Close                       | Millor pel·lícula de parla no anglesa                                       |
| Sharon Stone                      | Premis Científics i Tècnics i Premi Gordon E. Sawyer                        |
| Richard Gere                      | Millor direcció artística                                                   |
| Whoopi Goldberg                   | Presentadora del segment Retorn a Howards End, nominada a millor pel·lícula |
| Andie MacDowell                   | Millor efectes visuals                                                      |
| Jon Lovitz                        | Millor efectes de so                                                        |
| Tom Hanks Denzel Washington       | Millor curtmetratge documental i millor documental                          |
| Sophia Loren Marcello Mastroianni | Premi Honorífic a Federico Fellini                                          |
| Raúl Juliá                        | Millor música original                                                      |
| Anne Bancroft Dustin Hoffman      | Millor guió original i millor guió adaptat                                  |
| Diane Keaton                      | Presentadora del segment Joc de llàgrimes, nominada a millor pel·lícula     |
| Robert Downey Jr Alfre Woodard    | Millor so                                                                   |
| Lena Horne Quincy Jones           | Millor cançó original                                                       |
| Anthony Hopkins                   | Millor actriu                                                               |
| Morgan Freeman Gene Hackman       | Millor fotografia                                                           |
| Catherine Deneuve                 | Millor vestuari                                                             |
| Angela Lansbury                   | Premi Humanitari Jean Hersholt a Elizabeth Taylor                           |
| Jodie Foster                      | Millor actor                                                                |
| Jane Fonda                        | Presentadora del segment Scent of a Woman, nominada a millor pel·lícula     |
| Barbra Streisand                  | Millor direcció                                                             |
| Jack Nicholson                    | Millor pel·lícula                                                           |

### Actuacions
| Nom                       | Paper                        | Peça |
| ------------------------- | ---------------------------- | --- |
| Bill Conti                | Arranjador musical Conductor | Orquestra |
| Billy Crystal             | Presentador                  | Obertura: Scent of a Woman (amb la tonada "I'm a Woman" de Peggy Lee) Retorn a Howards End (amb la tonada "Hooray for Hollywood" de Hollywood Hotel) Alguns homes bons (amb la tonada "Sound Off!") Joc de llàgrimes (amb la tonada "(Love Is) The Tender Trap" de The Tender Trap) Sense perdó amb la tonada "Unforgettable" de Nat King Cole) |
| Brad Kane Lea Salonga     | Intèrprets                   | "A Whole New World" d'Aladdin |
| Plácido Domingo Sheila E. | Intèrprets                   | "Beautiful Maria of My Soul" de The Mambo Kings |
| Natalie Cole              | Intèrpret                    | "I Have Nothing" i "Run to You" de El guardaespatlles |
| Liza Minnelli             | Intèrpret                    | "Ladies' Day" durant el tribut musical a les dones en les pel·lícules |
| Nell Carter               | Intèrpret                    | "Friend Like Me" d'Aladdin |

## Múltiples nominacions i premis
| Premis | Pel·lícula             |
| ------ | ---------------------- |
| 9      | Retorn a Howards End   |
| 9      | Sense perdó            |
| 6      | Joc de llàgrimes       |
| 5      | Aladdin                |
| 4      | Alguns homes bons      |
| 4      | Dràcula de Bram Stoker |
| 4      | Scent of a Woman       |
| 3      | Chaplin                |
| 3      | Un abril màgic         |
| 3      | El joc de Hollywood    |
| 3      | El riu de la vida      |
| 2      | Batman Returns         |
| 2      | El guardaespatlles     |
| 2      | Hoffa                  |
| 2      | Instint bàsic          |
| 2      | Indoxina               |
| 2      | Malcolm X              |
| 2      | Marits i mullers       |
| 2      | L'oli de la vida       |
| 2      | Passion Fish           |
| 2      | Toys                   |
| 2      | Under Siege            |

| Premis | Pel·lícula             |
| ------ | ---------------------- |
| 4      | Sense perdó            |
| 3      | Dràcula de Bram Stoker |
| 3      | Retorn a Howards End   |
| 2      | Aladdin                |